# Магдалена Липпская
Магдалена Липпская (нем. Magdalena zur Lippe; 25 февраля 1552, Детмольд — 26 февраля 1587, Дармштадт) — графиня из дома Липпе, в замужестве ландграфиня Гессен-Дармштадтская.

## Биография
Магдалена — дочь графа Бернгарда VIII Липпского и его супруги Екатерины (1524—1583), дочери графа Филиппа III Вальдек-Эйзенбергского. После смерти отца графиня была отправлена на воспитание в Кассель ко двору ландграфа Вильгельма IV Гессен-Кассельского. В Касселе славившаяся красотой Магдалена познакомилась со своим будущим супругом. 17 августа 1572 года в Касселе Магдалена вышла замуж за ландграфа Георга I Гессен-Дармштадтского. Расходы на свадьбу взял на себя старший брат Георга Вильгельм IV. Брак считался счастливым, а добродетельную, благочестивую и занимавшуюся благотворительностью Магдалену сравнивали даже с Елизаветой Тюрингенской. Вместе с супругом Магдалена стала основательницей будущей Гессенской земельной библиотеки. Магдалена сама написала молитвенник для своих детей. Спустя 15 лет брака Магдалена умерла после рождения своего последнего ребёнка в возрасте 35 лет. Магдалена похоронена в городской церкви Дармштадта.

## Потомки
- Филипп Вильгельм (1576), наследный принц
- Людвиг V (1577—1626), ландграф Гессен-Дармштадта, женат на принцессе Магдалене Бранденбургской (1582—1616)
- Кристина (1578—1596), замужем за графом Фридрихом Магнусом Эрбахским (1575—1618)
- Елизавета (1579—1655), замужем за графом Иоганном Казимиром Нассау-Вейльбург-Глейхбергским (1577—1602)
- Мария Гедвига (1580—1582)
- Филипп III (1581—1643), ландграф Гессен-Буцбаха, женат на графине Анне Маргарите Дипгольцской (1580—1629), затем на графине Кристине Софии Остфрисландской (1600—1658)
- Анна (1583—1631), замужем за графом Альбертом Отто Сольмс-Лаубахским (1576—1610)
- Фридрих I (1585—1638), ландграф Гессен-Гомбурга, женат на графине Маргарите Елизавете Лейнинген-Вестербургской (1604—1667)
- Магдалена (1586)
- Иоганн (1587)